# Бігунець пустельний
Бігунець пустельний (Cursorius cursor) — вид сивкоподібних птахів родини дерихвостових (Glareolidae).

## Поширення
Вид поширений в Північній Африці та Західній Азії від Канарських островів та Кабо-Верде на схід до північного заходу Індії. Залітні птахи трапляються в Європі, досягаючи Великої Британії та Фінляндії. Мешкає у посушливих та напівпосушливих районах.

## Опис
Птах завдовжки 19 — 25 см, вагою 115—156 г. Забарвлення світло-коричневе, навколо очей чорні або сірі смуги. Потилиця темно-сіра. Живіт і груди білого кольору. Крила гострі, хвіст короткий. Ноги тонкі й довгі, трипалі, світлого забарвлення. Дзьоб гострий і трохи вигнутий вниз, сіро-блакитного кольору. У самців і самиць забарвлення оперення однакове.

## Спосіб життя
Мешкає на відкритих, пустельних рівнинах, в тому числі на околицях оброблюваних територій. Трапляється парами або невеликими групами. Живиться комахами, яких ловить на бігу. Рідше їсть насіння і траву. Репродуктивний період на півночі Африки триває з лютого по червень, в Азії з травня по червень, на Канарських островах припадає на березень до початку квітня. Гніздо — неглибока яма в землі. У гнізді два-три яйця.